# 劉庭蘭
劉庭蘭（1542年—1581年），字國徵，號紉華，福建漳州府漳浦縣人，軍籍，明朝文人。

## 生平
萬曆四年（1576年）丙子科福建鄉試第一名舉人（解元），與胞兄劉庭芥、從兄劉庭蕙同榜。八年（1580年）中式庚辰科會試第十四名，三甲第二百三十一名進士，劉庭蕙亦登同榜進士。
刘庭兰在京通政司观政期间，与南乐魏允中、无锡顾宪成以气节相慕，时称“三解元”。刘庭兰的岳父林士弘亦于本科登进士，翁婿同科进士，传为佳话。
其后因父丧急归，守制未满，卒于家，享年四十歲。

## 著作
有《游雲洞》詩一首。

## 家族
曾祖劉渫；祖父劉居易，字是安，號省齋；父劉祥鸞，戶部主事。母沈氏，贈安人。重慶下。兄劉庭芥（南京戶部主事），從兄劉庭蕙（同科進士），弟劉庭萱、劉庭苘、劉庭荊。
长子刘履惇，号步纫，万历十九年（1591年）举人，未仕而卒。